# Martina Mahlknecht
Martina Mahlknecht (* 27. Dezember 1984 in Brixen/Bressanone, Italien) ist eine deutsch-italienische Film- und Theaterregisseurin und Bühnenbildnerin. Sie ist Mitbegründerin des Künstler-Duos TÒ SU, gemeinsam mit Martin Prinoth.

## Leben
Martina Mahlknecht studierte am Mozarteum in Salzburg, danach Bühnenraum und Kunst an der Hochschule für bildende Künste Hamburg, die sie 2013 absolvierte. Während des Studiums gründete sie das Künstlerkollektiv YOVO! YOVO! und war mit dem Langzeitprojekt enframing home (2011–2013) auf der Bénin Biennale, der Sharjah Biennale und der Marrakech Biennale vertreten.
Als Bühnenbildnerin entwarf sie Bühnenräume u. a. an der Gessnerallee in Zürich, am Grillo-Theater Essen, am Luzerner Theater, Schauspielhaus (Wien), auf Kampnagel Hamburg, Roxy Theater Birsfelden, am Theater Kiel und für die Ruhrtriennale. Seit 2020 arbeitet sie mit Martin Prinoth als transdisziplinäres Künstlerinnen-Duo unter dem Namen TÒ SU (rätoromanisch für „aufzeichnen, dokumentieren, einbeziehen“). Zum Großteil werden die Projekte innerhalb der eigenen Produktionsfirma TÒSU Film OHG entwickelt und produziert. Ihre Arbeiten wurden auf der Biennale di Venezia, der Mostra de São Paulo, dem DOK Leipzig, dem Visioni Italiane und auf Kampnagel Hamburg präsentiert.
Martina Mahlknecht lehrt seit 2022 an der Hochschule für bildende Künste Hamburg (HfbK) als Lehrbeauftragte im Studienschwerpunkt Bühnenraum. Sie ist Wim Wenders Stipendiatin, Alumna des College Cinema VR der Biennale di Venezia, Mitglied der MOIN Nest Community und Stipendiatin der Zeit-Stiftung Bucerius.

## Künstlerisches Werk (Auswahl)

### Film
- 2013: Le Creature del Vesuvio, Kurzdokumentarfilm  (Dramaturgin, Script Consultant)
- 2015: The Bicycle, Spielfilm (Szenenbildnerin)
- 2017: Die fünfte Himmelsrichtung, Dokumentarfilm (Dramaturgin, Script Consultant)
- 2019: Gasmann (Szenenbildnerin)

- 2022: Reports from the Void, Kurzdokumentarfilm (Drehbuchautorin)

### Theater / Multimedia
- 2012 enframing home I, Mixed Media Filminstallation.

Bénin Biennial 2012
- 2013 enframing home II, Mixed Media Filminstallation.

Sharjah Biennial 11
- 2014 CGI – The Coffee Grounds Index, Mixed Media Performance.

Marrakech Biennial 2014.
- 2017 Xo’do Allôkan-nù / Das Wort am Ende des Hörers, multimediale Performance.

Internationales Sommerfestival Kampnagel 2017
- 2020 Bunter Fleck, Musikvideo Lia Şahin
- 2021 Hack Me Baby. immersive Filminstallation.[6]

Spielzeiteröffnung 2021/22 Kampnagel Hamburg Deutschland
- 2023 The Staff Your Dreams Are Made Of immersive Filminstallation.

Spielzeiteröffnung 2023/2024 Kampnagel Hamburg, Konträr Stockholm Schweden, Zone Portuaires Galata Museo del Mare Genua Italien, MARKK Museum am Rothenbaum Kulturen und Künste der Welt Hamburg
- 2025 Oh Europa! Dangerous Games. multimediales Dokumentartheater.

Kampnagel Hamburg 2025, Angewandte Festival Wien
- 2025 Overseas. Filminstallation[12]

## Auszeichnungen und Stipendien (Auswahl)
- 2016 Atelierstipendium der Stadt Hamburg
- 2017 Elbkulturfonds der Stadt Hamburg
- 2020 Stiftung Kunstfonds Stipendium Künstlerinnen mit Kindern
- 2022 Wim Wenders Stipendium[13]
- 2023 College Cinema VR at La Biennale di Venezia
- 2023 Stiftung Kunstfonds NeustartPlus Stipendium[14]
- 2024 MOIN Nest Space Alumna[11]
- 2024 Stipendium der Zeit-Stiftung Bucerius[15]